# Lay's

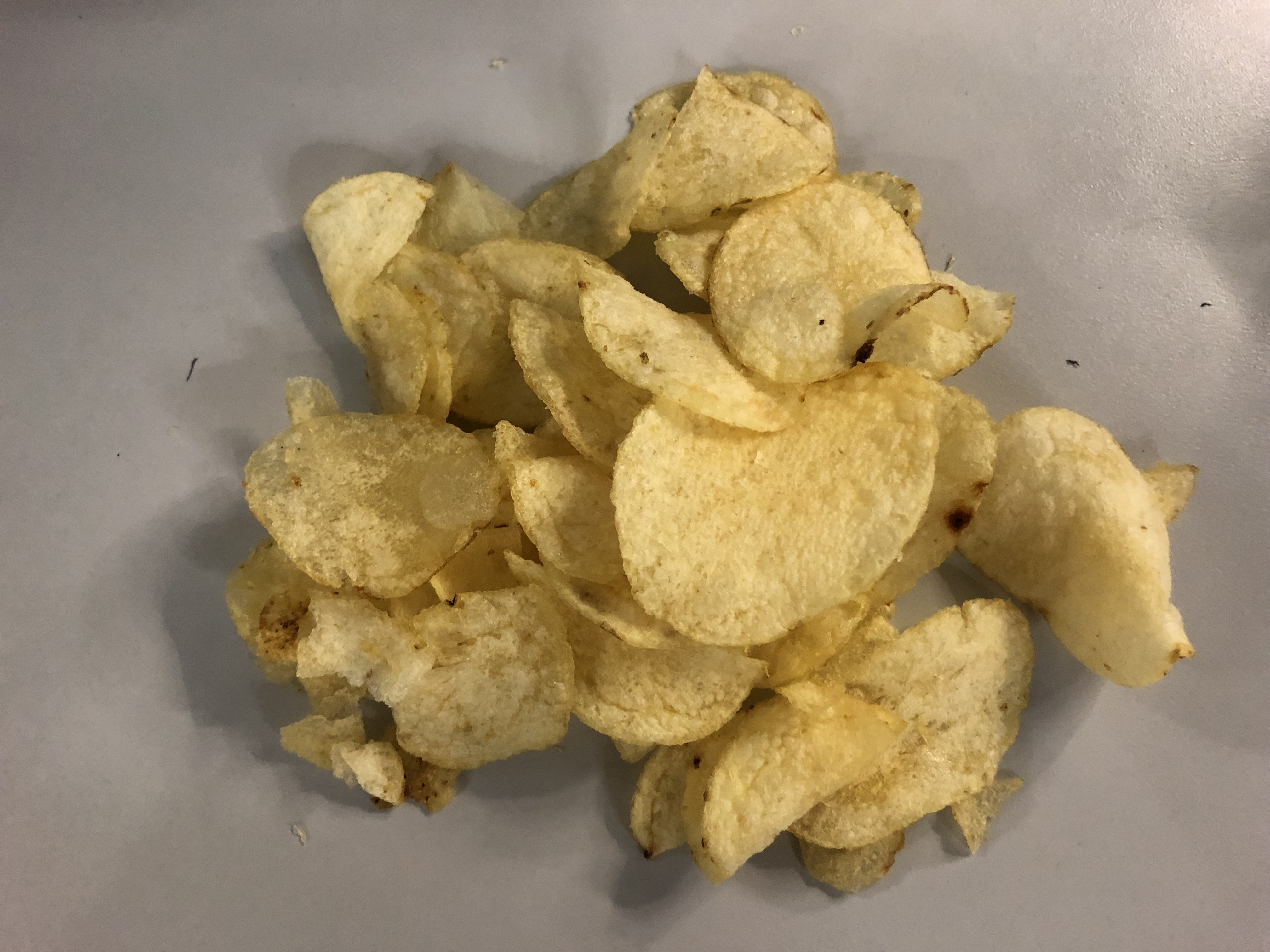
Lay's lättsaltade potatischips.

Lay's är ett amerikanskt företag som tillverkar olika typer av snacks, främst potatischips. Det grundades 1932 av Elmer Doolin och Herman W. Lay och exporterar numera[sedan när?] produkter över hela världen.